# Annay (Passo de Calais)
Annay é uma comuna no departamento de Passo de Calais, norte da França.

## Geografia
Annay é uma grande aldeia agrícola, com um grande lago e marismas, situada a cerca de 5 km a nordeste de Lens, na junção das rodovias D917 e D39. O canalizado rio Deûle constitui a maior parte do limite nordeste da comuna.

## População
| 5064                                                             | 5236 | 5139 | 4862 | 5132 | 4718 | 4432 |
| Contagem do censo iniciada em 1962: População sem dupla contagem |      |      |      |      |      |      |

## Locais de interesse
- A igreja de Santo Amatus, reconstruída após a Primeira Guerra Mundial.
- As ruínas de uma igreja protestante.
- O memorial de guerra.